# José Fernández Troncoso
José Fernández Troncoso (* 1912 en Veracruz, México – † 11 de diciembre de 2001 en Guadalajara, México) fue un jugador amateur y director técnico de nacionalidad mexicana nacido en el estado de Veracruz, razón por la que fue apodado como El Veracru.
A los 6 años de edad, después del fallecimiento de su madre, su padre José Fernández Orosa decide mandarlo a estudiar a Gijón, Asturias en la madre patria (España), donde estuvo en el colegio de jesuitas "Inmaculada Concepción" para realizar sus estudios de primaria, los cuales terminó en seis años. Ahí mismo empezaría a practicar el deporte a lado de José Rodríguez que posteriormente militaría como centro delantero del Real Club España.
A su regreso a México se enroló con el España de Veracruz, luego con el México de Tampico, después radico en Monterrey donde entrenó y jugó con la selección de Nuevo León, y en La Habana donde también práctico fútbol de forma amateur. Tiempo después tuvo la oportunidad de participar en la Liga Amateur del Distrito Federal en equipos como el Club de Fútbol México en la década de los 1930s.
Después llegaría al estado de Jalisco para dirigir en la liga amateur, dirigiría en el Occidente de la factoría hilandera de Atemajac, dirigió al Río Grande de El Salto en 1942 y tiempo después al Nuevo París donde descubre el talento de Juan Jasso quien sería después gran figura del Guadalajara. En 1943 cuando inicia la era profesional del fútbol mexicano decide probar suerte formando nuevos jugadores, llega al Club Deportivo Imperio, donde gracias a sus recomendaciones jugadores del Rastro como José Silva llegaron al Veracruz de la Liga Mayor.
Su debut como entrenador en la Primera División de México, se dio con el Club Deportivo Guadalajara el 21 de abril de 1946, en un partido que terminaría con un marcador de 2-1 favorable para el conjunto rojiblanco, el encuentro se realizó en el Campo Oro y el rival fue el Club Deportivo Marte. Entró en sustitución de Ignacio "Calavera" Ávila dirigiendo únicamente 15 encuentros, todos éstos en la temporada 1945-46.
Según palabras de Rafael "Rafles" Orozco, jugador al cual entrenó en el Guadalajara, la personalidad de Fernández Troncoso era muy empírica, era muy platicador pero no sabía mucho de fútbol. Para la siguiente temporada Jorge Orth se haría cargo del equipo, y el Veracrú paso a entrenar en las inferiores del club.
De manera paralela realizó sus estudios en la Facultad de Derecho de la Universidad de Guadalajara, recibiéndose como licenciado en 1947.
En los siguientes años dirigió algunos equipos amateur de Jalisco, como el Club Deportivo Río Grande en 1949. Fue también comisionado de fútbol en la Universidad de Guadalajara y profesor de este deporte en otras instituciones académicas. Estuvo más de tres décadas al servicio de la Universidad, retirándose en el año de 1983.
Fallece a los 89 años, el 11 de diciembre de 2001 en la ciudad de Guadalajara.